# 翁索什

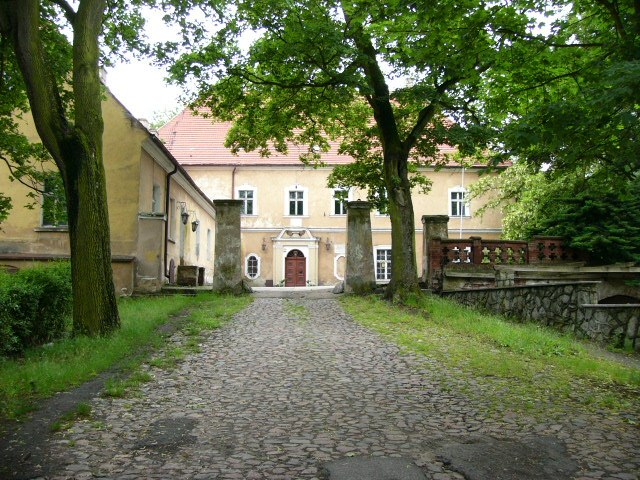

翁索什是波蘭的城鎮，位於該國西部，由下西里西亞省負責管轄，面積3.24平方公里，最高點海拔高度100米，該地區自中石器時代有人類居住，2006年人口2,828。

## 外部連結
- Town of Wąsosz official website （页面存档备份，存于）

51°33′N 16°42′E / 51.550°N 16.700°E